# عبدالکریم حکمت یغمایی
عبدالکریم حکمت یغمایی (زاده ۱۷ فروردین ۱۳۲۸ –درگذشته ۱ شهریور ۱۳۹۹) فرزند ابوالقاسم طغری یغمایی، شاعر و پژوهشگری از منطقهٔ خور و بیابانک می‌باشد.

## زندگی‌نامه
عبدالکریم حکمت یغمایی در فروردین ۱۳۲۸ در خور زاده شد. تا دورهٔ اوّل دبیرستان را در زادگاهش درس خواند. دورهٔ دوم دبیرستان را در یزد و اصفهان پی گرفت. در سال ۱۳۴۶ به دانشگاه اصفهان راه یافت و در رشتهٔ جغرافیا فارغ‌التحصیل شد. پس از خدمت سربازی در وزارت فرهنگ و هنر به کار پرداخت و پس از چندی به آموزش و پرورش انتقال یافت و در زادگاهش به کار پرداخت. در سال ۱۳۸۸ بازنشسته شد. ۱۰ کتاب و چندین مقاله از او به چاپ رسیده‌است که بیشتر آن‌ها در زمینهٔ تاریخ، جغرافیا، ادبیات و مردم‌شناسی منطقه خوروبیابانک است.

## آثار
- جندق روستایی کهن بر کران کویر (انتشار توس ۱۳۵۳)[۱]
- ذوالریاستین فضل بن سهل، وزیر ایرانی مأمون (انتشارات اداره نگارش فرهنگ و هنر ۱۳۵۶)
- جندق و قومِس در اواخر قاجار «مؤلف: اسماعیل هنر (معتمد دیوان) - تصحیح و توضیح: عبدالکریم حکمت یغمایی» (انتشارات تاریخ ایران ۱۳۶۲)
- بر ساحل کویر نمک (انتشارات توس ۱۳۷۰)
- شهد شورستان (انتشارات گستره ۱۳۸۰)
- با کاروان عشق «نوحه‌ها و مراثی ابوالقاسم یغمایی - مقدمه ام‍ی‍رم‍ح‍م‍ود ان‍وار، ع‍ل‍ی آ داود، ع‍ب‍دال‍ک‍ری‍م ح‍ک‍م‍ت ی‍غ‍م‍ای‍ی» (انتشارات مگستان ۱۳۸۰)
- خور در آینه زمان «یادداشت‌های تاریخی - اجتماعی ابوالقاسم طغرا یغمایی - به کوشش عبدالکریم حکمت یغمایی» (انتشارات مگستان ۱۳۸۹)
- اخلاق طهماسبی «مؤلف: ماجد بن محمّد حسینی بحرانی - تصحیح عبدالکریم حکمت یغمایی» (انتشارات مگستان ۱۳۸۹)
- از خور و روزگاران، طغرا نوشت «یادداشت‌های ابوالقاسم طغرا یغمایی - به کوشش عبدالکریم حکمت یغمایی» (انتشارات آذر کلک ۱۳۹۲)
- پی سپار کوچه‌های کودکی (انتشارات آذر کلک ۱۳۹۵)

## درگذشت
حکمت یغمایی در تاریخ ۱ شهریور ۱۳۹۹ در بیمارستان نایین اصفهان درگذشت.